# 20545 Каренговел
20545 Каренговел (20545 Karenhowell) — астероїд головного поясу, відкритий 8 вересня 1999 року.
Тіссеранів параметр щодо Юпітера — 3,571.